# Feognost (Ilnickij)
Feognost (světským jménem: Denis Alexandrovič Ilnickij; * 10. června 1987, Žanubij Olamušuk) je uzbecký duchovní Ruské pravoslavné církve a biskup ščigrovský a manturovský.

## Život
Narodil se 10. června 1987 v sídle Žanubij Olamušuk Andižanského regionu.
Studoval právo na Samarské statní univerzitě. Poté pracoval v administrativě guvernéra Samarské oblasti. Od roku 2010 studoval dálkově na Samarském duchovním semináři a od roku 2015 na Moskevské duchovní akademii.
Dne 16. listopadu 2014 se stal vedoucím  Oddělení pro vztahy církve a společnosti kinělské eparchie. Roku 2018 byl přijat do Nikolského monastýru ve vesnici Bogatoje. Od stejného roku byl také sekretářem eparchiálního soudu. Dne 19. prosince 2019 byl postřižen na rjasofora se jménem Dionisij a současně byl rukopoložen na jerodiákona. Od 31. prosince působil jako blagočinný monastýru.
Dne 7. března 2020 byl biskupem kinělským a bezenčukským Sofronijem (Balandinem) rukopoložen na jeromonacha a 18. dubna 2022 postřižen na monacha se jménem Feognost na počest svatého Feognosta Kyjevského. Následující rok přešel do kléru odincovské eparchie. Stal se duchovním chrámu Všech soloveckých svatých vesnice Bušarino.
Dne 30. května 2024 jej Svatý synod zvolil biskupem bronnickým a vikářem patriarchy moskevského a celé Rusi. Dne 7. června byl povýšen na archimandritu a biskupská chirotonie proběhla 19. srpna v chrámu Krista Spasitele v Moskvě. Hlavním světitelem byl patriarcha moskevský Kirill.
Dne 24. října 2024 byl ustanoven biskupem ščigrovským a manturovským.